# Enfoque basado en ingresos
El Enfoque basado en ingresos es uno de los tres mejores métodos, de la valuación de "ingresos", usado por los valuadores. Es particularmente común en el área comercial en las áreas de valuación de bienes y en la valoración empresarial. Las matemáticas fundamentales son similares al método usado para la valuación financiera, análisis de seguridad, o enlaces de precios. A pesar de lo anterior, este método contiene algunas modificaciones importantes cuando se usa en la valuación de bienes o en la valuación de negocios.
Mientras que hay unos pocos métodos aceptables bajo la rubrica del enfoque basado en ingresos, la mayoría de esos métodos se pueden resumir en tres categorías: capitalización directa, flujo de efectivo descontado, y el multiplicador del ingreso.

## Capitalización Directa
Esta es simplemente el cociente de dividir el ingreso de operación neto por la tasa apropiada de capitalización. Para los bienes productores de ingresos , el ingreso de operación neto es el ingreso neto del bien (pero no el interés del negocio) más cualquier gasto por intereses y factores no monetarios (depreciación) menos una reserva para el reemplazo de los mismos. La tasa de capitalización puede ser determinada por varios métodos distintos, incluyendo la extracción de mercado, la banda de inversión, o un método de construcción.  Cuando se valúa propiedades complejas, o un propiedad que tiene un riesgo de ajuste debido a factores inusuales (contaminación), se debe usar una tasa ajustada al riesgo. Una suposición implícita en la capitalización directa es que el flujo de efectivo es perpetuo y su tasa de capital es constante. Si en cualquiera de los dos, ya sea flujo de efectivo o los niveles de riesgo se espera un cambio, la capitalización directa falla y debe ser utilizado el método de flujo de efectivo descontado.
En el Reino Unido, el ingreso neto es capitalizado utilizando el rendimiento de mercado. Si la propiedad es de renta completa (es decir, la renta incluye la propiedad y las mejoras que se realicen en ésta) entonces todos los rendimientos riesgosos serán utilizados. Sin embargo, si la renta difiere del valor de la renta estimada, entonces ninguno de los métodos de plazo y la reversión, la capa o el rendimiento equivalente serán utilizados. En esencia, este descuento de ingresos - los creados por la renta actual o pasajera y el de reversión del valor completo de la renta - se realiza con diferentes rendimientos ajustados.
Sin embargo, la tasa de capitalización inherente incluye el premio por riesgo de inversión específica. Cada inversionista puede tener una medida de riesgo distinta y, por lo tanto llegarán a una tasa de capitalización diferente para una inversión dada. La relación se vuelve clara cuando la tasa de capitalización se deriva de la tasa de descuento utilizando el modelo del costo de acumulación de capital. Los dos son idénticos siempre que las tasas de crecimiento de ingreso sean igual a 0.

## Flujo de Efectivo Descontado
El modelo de flujo de efectivo descontado es análogo del valor presente neto estimado en finanzas. Sin embargo, los valuadores generalmente usan, de manera errónea, una tasa derivada del mercado y el ingreso neto de operación como substituto de la tasa de descuento y/o el flujo de efectivo anual. La tasa de capital es igual a la tasa de descuento más o menos un factor de crecimiento acumulado. El ingreso neto de operación será utilizado si el valor de mercado es la meta, pero si se busca encontrar el valor de la inversión, entonces se debe usar otra medida de flujo de efectivo.

## Multiplicador de Renta
El multiplicador de renta es simplemente la razón de la renta mensual o anual dividida entre el precio de venta. Si varia propiedades similares se han vendido recientemente en el mercado, entonces el multiplicador de renta puede ser calculado para posteriormente ser utilizado para anticipar la renta mensual para un caso determinado. El multiplicador de renta ordinario es útil para casas en renta, casas dúplex, y propiedades comerciales simples cuando es utilizado como suplemento para otros métodos mejor desarrollados.  

## Atajo DCF
El Atajo DCF es un método basado en el modelo desarrollado por el profesor Neil Crosby de la University of Reading (y últimamente basado en trabajos anteriores de Wood and Greaves). Las RICS han alentado el uso del método en circunstancias apropiadas. El atajo DCF es una adaptación a la valuación apropiada del método DCF o Flujo de Efectivo Descontado, el cual es ampliamente usado en finanzas.[cita requerida]
En el atajo DCF, el alquiler de paso, el cual es constante (en términos nominales o reales) durante la duración del periodo de alquiler, se descuenta una tasa apropiada de retorno (posiblemente derivada haciendo referencia a la tasa libre de riesgo del rendimiento obtenido por los bonos del gobierno, al que se añade una previsión por riesgo y un ajuste por la falta de liquidez de los activos de propiedad). La reversión se descuenta en el mercado de derivados de Todo Riesgo de Rendimiento(ARY), lo que correctamente implica el crecimiento en el flujo de ingresos de reversión. El ingreso de reversión es el Alquiler del Valor Estimado (ERV) corriente inflado por un factor de crecimiento anual (or CAGR - Tasa de Crecimiento Anual Compuesta) apropiado. El quid del modelo Crosby-Wood, y lo que lo diferencia del DCF habitual, es que el factor de crecimiento se deriva por medio de la fórmula, como una función de la tasa de rendimiento todo el Rendimiento Riesgoso. Por ejemplo, si la tasa de retorno es del 10% anual, el ARY es del 8% anual y la renta se revisa anualmente, por lo tanto el factor de crecimiento será del 2%. (Esta simple resta sólo funciona cuando la renta es revisada anualmente - en las demás situaciones el factor de crecimiento es derivado de la fórmula Crosby). Así el atajo DCF produce una valoración matemática constante.

## Lecturas Relacionadas
- Baum, A. and Mackmin, D. (1989) The Income Approach to Property Valuation (Third Edition), Routledge, London.
- Baum, A. and Crosby, N. (1988) Property Investment Appraisal (Second Edition), Routledge, London.
- Havard, T. (2004) Investment Property Valuation Today, Estates Gazette, London.
- The Appraisal of Real Estate (12th Edition), The Appraisal Institute, Chicago.
- John A. Kilpatrick|Kilpatrick, John A., (2007) Valuation of Brownfields, Chapter 29 in Brownfield Law and Practice (Lexis-Nexi Matthew Bender)